# Krasnodars internationella flygplats
Krasnodars internationella flygplats, även Pasjkovskijs flygplats (IATA: KRR, ICAO: URKK) (ryska: Международный аэропорт Краснодар, respektive Аэропорт Пашковский), är en flygplats belägen i Krasnodar i södra Ryssland. Flygplatsen är belägen cirka 12 km öst om Krasnodars stadskärna.
År 2015 reste mer än 3,1 miljoner passagerare till respektive från flygplatsen.
Flygplatsen är ägt av företaget Basic Element Till och med 2012 var även Krasnodars internationella flygplats flygnav för ryska Kuban Airlines.